# 俞姓
俞姓是中国人的一个姓氏，在《百家姓》中排名第57位。

## 讀音
普遍讀音是拼音：，南京官话：，切。
但有極罕見的家族讀音是拼音：，南京官话：，切。如漢代有擔任司徒椽的俞連。

## 起源
- 出自醫官：黃帝時代有名醫跗，精通穴道，而穴道簡稱「腧」。跗之子孫以腧為氏，並簡化成「俞」。
- 出自周朝諸侯：春秋時代魯國有公子名泄堵俞，其後人以俞為氏。
- 出自官職：春秋時代楚國有官職稱「俞人」，主掌船隻製造。而擔任過俞人之官員，其後代以俞人氏自稱，並且再簡化成俞氏。

## 播遷
漢時俞姓主要分佈於河南、山西、河北、湖北等地。早在唐朝以前，已有俞姓移居南方，甚至進入廣東、廣西。明清之際，俞姓人口已經遍佈南北，惟主要集中於江浙地區。
今天俞姓人口以安徽、浙江、江苏最多。三省俞姓約占全國俞姓人口70%。

## 外部連結
[在维基数据编辑]
 《百家姓》
 《欽定古今圖書集成·明倫彙編·氏族典·俞姓部》，出自陈梦雷《古今圖書集成》